# Tote Gomes
Tote António Gomes (sinh ngày 16 tháng 1 năm 1999), còn được gọi là Toti, là một cầu thủ bóng đá người Bồ Đào Nha hiện đang chơi cho câu lạc bộ Wolverhampton Wanderers ở giải bóng đá Ngoại hạng Anh.

## Thống kê sự nghiệp

### Câu lạc bộ
Tính đến các trận đấu vào ngày 22 tháng 5 năm 2022
| Đội                     | Mùa giải  | Giải đấu               | Giải đấu | Giải đấu  | Cúp quốc gia | Cúp quốc gia | Cúp liên đoàn | Cúp liên đoàn | Khác    | Khác      | Tổng cộng | Tổng cộng |
| Đội                     | Mùa giải  | Hạng đấu               | Số trận  | Bàn thắng | Số trận      | Bàn thắng    | Số trận       | Bàn thắng     | Số trận | Bàn thắng | Số trận   | Bàn thắng |
| ----------------------- | --------- | ---------------------- | -------- | --------- | ------------ | ------------ | ------------- | ------------- | ------- | --------- | --------- | --------- |
| Estoril                 | 2018–19   | LigaPro                | 3        | 0         | 0            | 0            | 0             | 0             | 0       | 0         | 3         | 0         |
| Estoril                 | 2019–20   | LigaPro                | 0        | 0         | 0            | 0            | 0             | 0             | 0       | 0         | 0         | 0         |
| Estoril                 | Tổng cộng | Tổng cộng              | 3        | 0         | 0            | 0            | 0             | 0             | 0       | 0         | 3         | 0         |
| Wolverhampton Wanderers | 2020–21   | Premier League         | 0        | 0         | 0            | 0            | 0             | 0             | —       | —         | 0         | 0         |
| Wolverhampton Wanderers | 2021–22   | Premier League         | 4        | 0         | 1            | 0            | —             | —             | —       | —         | 5         | 0         |
| Wolverhampton Wanderers | Tổng cộng | Tổng cộng              | 4        | 0         | 1            | 0            | 0             | 0             | 0       | 0         | 5         | 0         |
| Grasshopper (mượn)      | 2020–21   | Swiss Challenge League | 34       | 2         | 2            | 0            | —             | —             | —       | —         | 36        | 2         |
| Grasshopper (mượn)      | 2021–22   | Swiss Super League     | 16       | 1         | 1            | 0            | —             | —             | —       | —         | 17        | 1         |
| Grasshopper (mượn)      | Tổng cộng | Tổng cộng              | 50       | 3         | 3            | 0            | 0             | 0             | 0       | 0         | 53        | 3         |
| Tổng cộng               | Tổng cộng | Tổng cộng              | 57       | 3         | 4            | 0            | 0             | 0             | 0       | 0         | 61        | 3         |